# Mariacarla Boscono
Mariacarla Boscono (20 de septiembre de 1980) es una supermodelo italiana, caracterizada por su fuerte caminar en los desfiles y cambios de looks. Debutó a finales de los años 90 y es considerada una de las mejores modelos de la década de los 2000.

## Primeros años
Boscono nació en Roma, Italia. Pasó parte de sus primeros años viajando debido al trabajo de su padre. Sus padres vivían en Tailandia antes de que ella naciera, pero después de que su madre se quedara embarazada, volvieron a Roma. Pasaron unos años ahí hasta mudarse a Providence y luego a Key West. Estudió sus primeros años en Estados Unidos hasta que sus padres decidieron que era mejor que ella estudiara en Italia para reconectar con la cultura italiana. Esto no duró mucho: a los 9 años de edad, Boscono y su familia se mudaron a Kenia, viviendo en un pueblo entre Malindi y Mombasa. Boscono describió sus años en Kenia como «los más fantásticos de su vida».

## Carrera
Boscono fue descubierta a la edad de 17 años durante una cena con un amigo de la familia que era fotógrafo. Dicha persona y la madre de Maricarla la animaron a intentar lanzar una carrera en la moda, pero Boscono quería terminar sus estudios primero. Poco después de graduarse se mudó a Nueva York, firmó con DNA Model Management, convirtiéndose en una de las favoritas de Karl Lagerfeld. No le llevó mucho tiempo a Boscono convertirse en una modelo de talla mundial, figurando en la portada de Vogue varias veces y apareciendo en varios eventos de moda. Recientemente fue nombrada portavoz de Hennes & Mauritz, reemplazando a Kate Moss, y durante la Semana de la Moda 2000 se tiñó el pelo rubio platino recordando a Jean Seberg.
Hasta la fecha, ha trabajado para Chanel, Blumarine, Moschino, Etro, Givenchy, Yves Saint Laurent, Jean-Paul Gaultier, Alessandro Dell'Acqua, Escada, Marc Jacobs, DKNY, Diesel, Roberto Cavalli, Alberta Ferretti, Armani Exchange, Dolce & Gabbana, Barneys New York, NARS Cosmetics, H&M, John Galliano, Hermes, Lanvin, Loewe, Prada, Pucci, Missoni, y Salvatore Ferragamo.
Durante la temporada 2005, Boscono desfiló en más de 70 eventos en Nueva York, Milán y París. En 2005, se estima que ganó la cifra $3,500,000 posicionándose en la lista de Forbes', Las 15 Supermodelos Mejor Pagadas. A pesar de esto, Boscono estuvo ausente de la apsarela en 2007. Boscono volvió a desfilar en París en otoño/invierno 2008 para Dior. También volvió a su color de pelo natural.
En 2008, era el rostro de Emilio Pucci, Hermès, John Galliano, y Moschino y desfiló para Gucci, Dolce & Gabbana, Fendi, Christian Dior, Versace, Yves Saint Laurent y Jean Paul Gaultier.
Posó en África para calendario Pirelli 2009 por Peter Beard. Boscono había aparecido previamente en las ediciones de 2003 y 2004.
Boscono es la musa de Givenchy de Riccardo Tisci y ha realizado varias campañas para la marca. Es buena amiga de la modelo rusa Natalia Vodianova.
En noviembre de 2008, firmó un contrato con la nueva fragancia de Moschino, «Glamour», y se volvió el rostro de Dolce & Gabbana primavera/verano 2009 junto a la modelo brasileña Caroline Trentini y la estadounidense Karlie Kloss.
En marzo de ese año apareció en la portada de W Corea. Fue el rostro en otoño/invierno 2009 de Salvatore Ferragamo y Dolce & Gabbana.
Vogue Paris la declaró una de las top 30 modelos de los 2000.
En 2017 se volvió el rostro de las campañas de Bottega Veneta, Vera Wang y Oscar de la Renta.

## Vida personal
En agosto de 2012, Mariacarla anunció el nacimiento de su única hija, Marialucas. Es madre soltera.